# Melodisk dødsmetal
Melodisk dødsmetal (også kendt som Göteborg metal, melodeath, skandinavisk metal og post-death) er en undergenre af dødsmetal. Oprindeligt kombinerede genren heavy metals harmoniske stil og svingende melodier med dødsmetal og thrash metals gennembankende, skærende musik. 
Efterhånden har genren så udviklet sig gennem mange indflydelser. En af de mest bemærkelsesværdige udviklinger var tilføjelsen af keyboard. Et melodisk dødsmetalband består normalt af 1-2 guitarister, en forsanger (growler), en trommeslager, en bassist og en på keyboard.   

## Historie
Melodisk dødsmetal indeholder mere melodiske guitarriffs, soli og akustiske guitarer end den "normale" dødsmetal. Det indeholder også mere forståelig sangtekst, såvel som en mere sammenhængende sang. Sangstrukturer er generelt mere progressiv, og bruger ofte flere temaer igennem en sang – et eksempel på dette kunne være sangen "Endless War" af Norther, som skifter mellem 7-8 forskellige temaer sangen igennem. 
Blandt de første bands indenfor melodisk dødsmetal var Dark Tranquillity, At the Gates og In Flames. De blandede i første omgang gammeldags guitarharmonier ind i dødsmetal  og fik derved skabt den grundlæggende lyd til melodisk dødsmetal.  
Flere har peget på In Flames som det band, der gjorde undergenren populær, da deres salgsstatus kom på verdensplan.
Nogen melodiske dødsmetalbands fra Skandinavien kombinerer genren med andre metalgenrer, som viking metal (f.eks. Amon Amarth), folk metal eller symfonisk metal.

### Udviklingen af melodisk dødsmetal
I de sene 1990'er begyndte mange melodeathbands at ændre deres spillestil ved at tilføje flere melodiske elementer; mere moderne omkvæd og riffs, renere vokaler, samt tydeligere brug af keyboard. Dette skift er f.eks. tydeligt på Dark Tranquillity's album Projector. 
Ved siden af den traditionelle melodiske dødsmetals riffs, begyndte der at dukke elementer fra andre genrer op i musikken, f.eks. melodier og sang, som bruges i alternativ metal. Mange fans af den gamle melodiske dødsmetal brød sig ikke om denne udvikling, men genren blev alligevel mere populær end tidligere

### Forveksling med black metal
Melodisk dødsmetal opstod ligesom black metal i Skandinavien, men indeholder dog sjældent black metal's sangtekster om sataniske værdier. 
Melodisk dødsmetal bliver også nogle gange blandet sammen med melodisk black metal og blackened death metal, som begge er undergenrer af black metal. Melodisk dødsmetal indeholder generelt mere poetiske temaer, som kan variere meget. Normalt omhandler sangteksterne mere ekspressionistiske temaer.

### Göteborg-lyden
Et specielt bidrag til den melodiske dødsmetal er Göteborg-stilen, navngivet efter den by hvori den opstod. Det var ikke et bestemt band der opfandt Göteborg-lyden, men det er bredt accepteret af In Flames, At the Gates og Dark Tranquillity er de tre bands som "opfandt" den. De er også nogle af de eneste rigtig kendte bands som spiller den, med nyere bands som Arch Enemy og The Haunted værende udløbere af henholdsvis Carcass og At the Gates.
Göteborglyden opstod da bands som In Flames, At the Gates og Dark Tranquillity begyndte at blande gammeldags guitarharmonier ind i dødsmetal. Akustiske guitarer blev også taget i brug som eksempelvis kan høres på In Flames´ debutalbum Lunar Strain. Senere blev der føjet progressive elementer til stilen og et tydeligere brug af keyboard som blandt andet kan høres på Dark Tranquillitys album Haven.

## Regionale scener
De fleste melodiske dødsmetalbands er fra Skandinavien og Nordeuropa, specielt fra Sverige og Finland, blandt kendte finske bands er Insomnium, Norther, Kalmah og Children of Bodom.
I de seneste år er genren blevet voldsomt populær, og har fået tilhængere i Nordamerika, specielt blandt nordamerikanske fans af de skandinaviske bands som stadig i dag videreudvikler genren. Genren har også tilhængere i Japan, som har stiftet deres egne melodiske dødsmetalbands såsom Blood Stain Child.